# Acció (física)
En física l'acció és un atribut de la dinàmica d'un sistema físic. És un funcional que pren la trajectòria, també anomenada camí o història, del sistema com a argument, i té un nombre real com a resultat. L'acció té la dimensió d'energia × temps, i doncs la seva unitat és el joule·segon en el Sistema Internacional d'Unitats (SI).
Generalment, l'acció pren valors diferents per camins diferents. La mecànica clàssica postula que el camí real seguit per un sistema físic és aquell en què l'acció pren un valor mínim, o, més estrictament, un valor estacionari. Les equacions del moviment clàssiques d'un sistema es poden obtenir d'aquest principi de la mínima acció.
La formulació de la mecànica clàssica amb aquest principi s'estén a la mecànica quàntica en la formulació del path integral o integral de camins de Feynman, on un sistema físic segueix simultàniament tots els camins possibles amb amplituds de probabilitat determinades per l'acció clàssica. De fet, un dels postulats bàsics de la mecànica quàntica és l'existència d'una unitat natural d'acció, la constant de Planck ℏ, amb un valor d'uns 10−34 J·s.
La mateixa idea de la integral de camins permet formular les teories dels camps quàntics i, per tant, el model estàndard de la física de partícules.
Sovint l'acció es pot representar com una integral presa al llarg del camí del sistema entre el temps inicial i el temps final:
{\displaystyle {\mathcal {S}}=\int L\,\mathrm {d} t\,.}
L'integrand, L, s'anomena lagrangiana del sistema, i depèn en cada instant de l'estat físic del sistema.

## Antecedents
Durant el desenvolupament del concepte, l'acció es va definir de diverses maneres, ara ja obsoletes:
- Gottfried Leibniz, Johann Bernoulli i Pierre Louis Maupertuis definiren l'acció per a la llum com la integral de la seva velocitat o la inversa de la seva velocitat inversa al llarg del seu camí.
- Leonhard Euler (i, possiblement, Leibniz) va definir acció per a una partícula material com la integral de la velocitat de la partícula al llarg del seu camí.
- Pierre Louis Maupertuis va presentar diverses definicions d'acció dins d'un mateix article, com energia potencial, com energia cinètica virtual, i com un híbrid que assegurava conservació del moment en les col·lisions.

## Conceptes bàsics
Les lleis físiques s'expressen sovint com equacions diferencials, que especifiquen com varia una quantitat física respecte a canvis infinitesimals del temps, la posició o d'altres variables independents. Una equació diferencial pot proporcionar el valor de la variable física en qualsevol punt del seu domini de definició si se'n coneixen certes condicions inicials.
La definició de l'acció, en canvi, fa ús dels valors de la variable al llarg de tot un interval de temps, i en construeix una magnitud que assoleix un valor mínim (o estacionari) només en el moviment real del sistema, és a dir, el moviment del sistema és la solució d'un problema variacional. S'obté així una formulació profunda, simple i elegant de les lleis de la mecànica analítica. Cal notar, però, que aquesta formulació només és vàlida per a sistemes mecànics conservatius.
L'equivalència de les dues aproximacions és el principi de Hamilton o de l'acció estacionària.
La descripció de la física a través del concepte d'acció s'aplica no solament a la mecànica clàssica, sinó també als camps clàssics com l'electromagnètic i el gravitatori.
La definició de l'acció per a un sistema clàssic és també fonamental en la quantització del sistema, tant en mecànica quàntica com en teoria quàntica de camps.

## Definició matemàtica
Expressada en llenguatge matemàtic, utilitzant el càlcul de variacions, l'evolució temporal d'un sistema físic, és a dir, com el sistema canvia d'un estat a un altre, correspon a un punt estacionari (normalment un mínim) de l'acció.
- L'acció és normalment una integral al llarg del temps. Tanmateix, per a l'acció corresponent a un camp, la integral s'efectua també sobre les variables espacials.
- L'evolució d'un sistema físic entre dos estats està determinada exigint que l'acció tingui un mínim o, més generalment, un valor estacionari, per a petites pertorbacions de l'evolució real del sistema. Aquest requisit condueix a equacions diferencials que descriuen l'evolució real del sistema.
- Un principi d'acció és un mètode per reformular l'equació del moviment d'un sistema físic en termes d'un problema variacional. El principi d'acció més important és el principi de Hamilton.

## Usos del terme en física clàssica
En física clàssica, el terme "acció" apareix associat a diversos significats.

### Acció (funcional)
Normalment el terme acció s'utilitza per a un funcional {\displaystyle {\mathcal {S}}}, és a dir, una funció real les variables de la qual són funcions.
En mecànica clàssica, la funció d'entrada és l'evolució {\displaystyle \mathbf {q} (t)} del sistema entre dos instants prefixats {\displaystyle t_{1}} i {\displaystyle t_{2}}, expressada en coordenades generalitzades. L'acció {\displaystyle {\mathcal {S}}[\mathbf {q} (t)]} es defineix com la integral de la funció lagrangiana {\displaystyle L} al llarg de la trajectòria entre els dos instants:
{\displaystyle {\mathcal {S}}[\mathbf {q} (t)]=\int _{t_{1}}^{t_{2}}L[\mathbf {q} (t),{\dot {\mathbf {q} }}(t),t]\,\mathrm {d} t}
on els punts inicial i final evolució són fixats, {\displaystyle \mathbf {q} _{1}=\mathbf {q} (t_{1})} i {\displaystyle \mathbf {q} _{2}=\mathbf {q} (t_{2})}. Segons el principi de Hamilton, l'evolució veritable {\displaystyle \mathbf {q} _{\mathrm {ver} }(t)} és un punt estacionari de l'acció {\displaystyle {\mathcal {S}}} en el sentit del càlcul de variacions. Les equacions del moviment resultants són les equacions d'Euler-Lagrange de la mecànica lagrangiana.

### Acció abreujada (funcional)
L'acció abreujada {\displaystyle {\mathcal {S}}_{0}} és similar a l'acció però considerant només la corba recorreguda, no la seva parametrització pel temps. (Per exemple, una òrbita planetària recorre una el·lipse, independentment de com es parametritza.) L'acció abreujada {\displaystyle {\mathcal {S}}_{0}} es defineix com la integral dels moments generalitzats al llarg d'un camí en les coordenades generalitzades
{\displaystyle {\mathcal {S}}_{0}=\int \mathbf {p} \cdot \mathrm {d} \mathbf {q} =\int p_{i}\,\mathrm {d} q_{i}}
Segons el principi de Maupertuis, el camí real és un camí per al qual l'acció abreujada {\displaystyle {\mathcal {S}}_{0}} és estacionària.

### La funció principal de Hamilton
La funció principal de Hamilton apareix en l'equació de Hamilton-Jacobi, que proporciona una formulació alternativa de la mecànica clàssica. Aquesta funció {\displaystyle S} es relaciona amb el funcional {\displaystyle {\mathcal {S}}} fixant temps i posició inicials {\displaystyle (t_{1},\mathbf {q} _{1})} i deixant temps i posició finals {\displaystyle (t_{2},\mathbf {q} _{2})} lliures; aquestes són les variables dependents de {\displaystyle S}.

### La funció característica de Hamilton
Quan l'energia total {\displaystyle E} es conserva, l'equació de Hamilton-Jacobi es pot resoldre per separació de variables:
{\displaystyle S(q_{1},\dots ,q_{N},t)=W(q_{1},\dots ,q_{N})-E\cdot t},
on la funció independent del temps {\displaystyle W(q_{1},\dots ,q_{N})} s'anomena funció característica de Hamilton, que també s'expressa
{\displaystyle W(q_{1},\dots ,q_{N})=\int p_{i}{\dot {q}}_{i}\,dt=\int p_{i}\,dq_{i}}.

### Acció d'una coordenada generalitzada
És una de les variables {\displaystyle J_{k}} de les coordenades acció-angle, definida per la integral 
{\displaystyle J_{k}=\oint p_{k}\mathrm {d} q_{k}}
al llarg d'un camí tancat en l'espai de les fases.
La variable {\displaystyle J_{k}} s'anomena l'"acció" de la coordenada generalitzada {\displaystyle q_{k}}; la variable canònica conjugada corresponent a {\displaystyle J_{k}} és el seu "angle" {\displaystyle w_{k}}.

## Equacions d'Euler-Lagrange per a la integral d'acció
Aplicant el principi de Hamilton i les tècniques del càlcul variacional, es prova que els camins estacionaris del funcional acció 
{\displaystyle {\mathcal {S}}=\int _{t_{1}}^{t_{2}}\;L(t,q,{\dot {q}})\,\mathrm {d} t\,}
amb els extrems fixats, són aquells que satisfan les equacions d'Euler-Lagrange:
{\displaystyle {\partial L \over \partial q^{i}}-{\mathrm {d}  \over \mathrm {d} t}{\partial L \over \partial {\dot {q}}^{i}}=0\,,}
on {\displaystyle q^{i}} són les coordenades generalitzades.
Per a un sistema conservatiu on L = T-V, essent T la funció energia cinètica del sistema de partícules i V la seva energia potencial, aquestes equacions són equivalents a les equacions de Newton o segona llei de Newton.

## Principi d'acció per a la partícula relativista
Quan els efectes relativistes són significatius, l'acció d'una partícula de massa m que recorre una línia d'univers C parametritzat pel temps propi {\displaystyle \tau } és
{\displaystyle S=-mc^{2}\int _{C}\,d\tau }.
Si en lloc del temps propi la trajectòria es parametritza amb el temps coordinat t llavors l'acció és
{\displaystyle \int _{t1}^{t2}L\,dt}
on la lagrangiana és
{\displaystyle L=-mc^{2}{\sqrt {1-{\frac {v^{2}}{c^{2}}}}}}.
Una descripció similar serveix per a una partícula lliure en un camp gravitatori arbitrari: el seu moviment és en realitat una geodèsica de la mètrica lorentziana corresponent, i doncs es pot descriure amb un principi variacional on l'acció és proporcional a la longitud de la corba.

## Principi d'acció per a camps clàssics
El principi d'acció es pot estendre per a obtenir les equacions del moviment per a camps, com el camp electromagnètic o el gravitatori.
En aquest darrer cas, l'equació d'Einstein utilitza l'acció d'Einstein-Hilbert.

## Principi d'acció en mecànica quàntica i teoria de camps quàntics
En una interpretació apropiada de la mecànica quàntica, el sistema no segueix un camí únic l'acció del qual és estacionària, sinó que pot seguir multitud de camins amb diferents probabilitats que depenen de la seva acció. Aquestes accions, integrades en un espai de dimensió infinita a través de la tècnica de la integral de camins de Feynman, donen les amplituds de probabilitat que permeten descriure l'evolució del sistema. En aquest sentit, encara que des del punt de vista clàssic les lleis de Newton i el principi de l'acció estacionària puguin donar resultats equivalents, l'ús del principi d'acció permet anar molt més enllà, fins al punt que té un paper central en la física moderna.

## Principi d'acció i lleis de conservació
Les simetries d'un problema físic es poden tractar millor amb el principi d'acció. N'és un exemple el teorema de Noether, que afirma que a cada simetria contínua del sistema correspon una llei de conservació, i viceversa.